# Alejandro Gutiérrez Arango
Alejandro Gutiérrez Arango (Abejorral, 22 de septiembre de 1840-Manizales, 1931) fue un político, colonizador, banquero, agricultor, comerciante y militar colombiano.
Fue Ministro del Tesoro de Colombia, Gobernador de Antioquia y el primer Gobernador de Caldas.
Participante en la guerra civil colombiana de 1860-1862, fue uno de los colonizadores del departamento de Caldas.

## Biografía
Nació en septiembre de 1840, en Abejorral (Al sur de la Provincia de Antioquia, en la República de la Nueva Granada), hijo de José María Gutiérrez Álvarez y de Dolores Arango Uribe.
Participó de la colonización antioqueña de Caldas y fue uno de los fundadores de Manizales, donde se estableció desde 1863. Allí creó el Juzgado del Circuito y entregó los primeros solares. Como Alcalde de Manizales (1867) entregó el Hospital Municipal, obra que fue realizada en asocio con José Joaquín Baena, Dionisio Uribe Santamaría, Miguel Urrea, Marcelino Palacio, Aureliano Villegas y Blas Gaviria. En el campo privado fue presidente del Banco Industrial de Manizales y accionista del Banco Prendario de Manizales.
En 1899 fue elegido Senador de la República de Colombia, y ese mismo año fue designado Gobernador de Antioquia (29 de marzo de 1899-16 de agosto de 1900), durante la Guerra de los Mil Días, y en virtud de lo cual el gobierno le otorgó el rango de General. En 1905 fue designado por el presidente Rafael Reyes Prieto como el primer gobernador del Departamento de Caldas, puesto que ocupó hasta 1909. También se desempeñó como Ministro del Tesoro de Colombia en dos ocasiones: De enero a julio de 1899, durante el gobierno de Manuel Antonio Sanclemente, y de julio a septiembre de 1900, durante el gobierno de José Manuel Marroquín.
Casado con Eufemia Arango Arango, hija de Gabriel Arango Palacio, dedicó el final de su vida a la agricultura, falleciendo en 1931, en Manizales.